# 이육사문학관
이육사 문학관[李陸史文學館]은 일제 강점기에 17번이나 옥살이를 하며 민족의 슬픔과 조국 광복의 염원을 노래한 항일 민족시인 이육사(본명 이원록, 1904-1944)와 관련해 흩어져 있던 자료와 기록을 한곳에 모아 그의 독립정신과 업적을 학문적으로 정리하기 위해 설립됐다. ‘264’는 첫수감시 수인번호로, 그의 저항의 상징이자 시세계를 암시하는 기호였다.

## 구성
7,682.64m2의 대지에 이육사문학관, 복원 생가, 연못, 잔디 광장, 오솔길, 샘터 등이 조성되어 있다. 이육사문학관은 연면적 647.93m2 규모의 2층 건물로 1층에는 이육사의 흉상과 유품을 비롯하여 이육사의 문학과 독립운동을 전체적으로 살필 수 있는 각종 자료를 갖춘 전시실, 이육사의 시를 감각적으로 체험할 수 있는 시청각 시설이 있다. 2층에는 영상실(세미나실), 작품 판본 체험 코너, 전망대 등이 있다.

## 관람시간
매주 화~일요일(매년 1월 1일, 설/추석은 휴관) / 09 시 ~ 18시(3월-10월), 09 시 ~ 17시(11월-2월)

## 주소
우) 36604 경상북도 안동시 도산면 백운로 525